# Галайша, Александр Александрович
Александр Александрович Галайша (6 апреля 1991, Целиноград, Казахская ССР) — российский хоккеист, вратарь.

## Биография
Начинал свои выступления в Открытом Чемпионате Москвы среди юношей («Одинцово», «Русь», «Химик») и Юниорской лиге Москвы («Зеленоград»). Провёл два сезона в Первой лиге за «Химик-2» и «Зеленоград». Сыграл 4 матча за «Джеймстаун Джетс» в GMHL (одна из канадских юношеских лиг).
Провёл два сезона в МХЛ за «Атлантов» и «Мамонтов Югры».
В КХЛ дебютировал 18 ноября 2012 года в матче с челябинским «Трактором», при этом проведя на льду всего 54 секунды (с 55:21 мин. по 56:15 мин.), отразив за это время два броска, через 44 секунды после того как основной вратарь югорчан Михаил Бирюков вернулся в ворота, «Трактору» удалось сравнять счёт и перевести матч в овертайм. На счету Александра так же имеется 19 матчей в качестве запасного вратаря (не считая матч с «Трактором») в сезоне 2012/2013.
В сезоне 2013/2014 сыграл 5 матчей в ВХЛ за «Молот-Прикамье» и «Дизель». C 04 апреля 2019 года стал аккредитованным агентом КХЛ.

## Статистика выступлений
| 2010/11     | Атланты        | МХЛ         | 3  | 1  | 0 | 3  | 94,4  | 1,33 | 1 | 0 | 135:08  | 1 | 0 | 0 | 0  | 0,31 | 0,00 | 0 | 0 | 0:31   |
| 2011/12     | Атланты        | МХЛ         | 8  | 1  | 1 | 7  | 91,9  | 2,10 | 0 | 2 | 199:37  | — | — | — | —  | —    | —    | — | — | —      |
| 2011/12     | Мамонты Югры   | МХЛ         | 16 | 8  | 4 | 35 | 89,4  | 2,74 | 0 | 0 | 767:31  | 3 | 0 | 3 | 11 | 82,3 | 5,02 | 0 | 0 | 131:22 |
| 2012/13     | Югра           | КХЛ         | 1  | 0  | 0 | 0  | 100,0 | 0,00 | 0 | 0 | 0:54    | — | — | — | —  | —    | —    | — | — | —      |
| 2013/14     | Молот-Прикамье | ВХЛ         | 1  | 0  | 1 | 4  | 81,0  | 4,00 | 0 | 0 | 60:00   | — | — | — | —  | —    | —    | — | — | —      |
| 2013/14     | Дизель         | ВХЛ         | 4  | 2  | 1 | 11 | 86,6  | 3,11 | 0 | 0 | 212:07  | — | — | — | —  | —    | —    | — | — | —      |
| Всего в КХЛ | Всего в КХЛ    | Всего в КХЛ | 1  | 0  | 0 | 0  | 100,0 | 0,00 | 0 | 0 | 0:54    | — | — | — | —  | —    | —    | — | — | —      |
| Всего в ВХЛ | Всего в ВХЛ    | Всего в ВХЛ | 5  | 2  | 2 | 15 | 85,4  | 3,31 | 0 | 0 | 272:07  | — | — | — | —  | —    | —    | — | — | —      |
| Всего в МХЛ | Всего в МХЛ    | Всего в МХЛ | 27 | 10 | 5 | 45 | 90,4  | 2,45 | 1 | 2 | 1102:16 | 4 | 0 | 3 | 11 | 82,3 | 5,00 | 0 | 0 | 131:53 |

И — Количество проведенных игр, В — Выигрыши, П — Проигрыши, ПШ — Пропущено шайб, %ОБ — Процент отраженных бросков, КН — Коэффициент надежности = 60мин*ПШ/ВП, И"0" — «Сухие игры», Штр — Штрафное время, ВП — Время на площадке